# Brachyhesma bitrichopedalis
Brachyhesma bitrichopedalis är en biart som beskrevs av Exley 1968. Brachyhesma bitrichopedalis ingår i släktet Brachyhesma och familjen korttungebin. Inga underarter finns listade.

## Bildgalleri

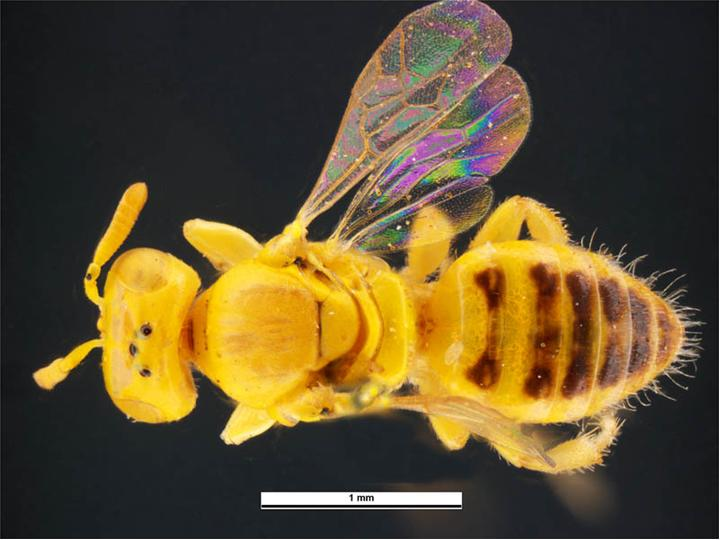